# Villa Sparta
La villa Sparta (ancienne villa Bobolina) est un palais toscan situé dans la petite ville de Fiesole (Florence), en Italie, dans le quartier San Domenico, au pied de la colline. 
Construite au XVe siècle, elle est surtout connue pour ses jardins et pour avoir été la résidence de plusieurs membres des familles royales de Grèce et de Roumanie durant leur exil.

## Histoire

### DuXVeauXIXesiècle
Construite au XVe siècle par la famille Frescobaldi, la villa appartient, dans les années 1920, à un Américain du nom de Wilkins. Elle se compose alors de 3 petits cottages et de 20 acres de terrain, situés non loin du couvent San Domenico.

### AuXXesiècle

#### La reine Sophie de Grèce et la villa Bobolina
En janvier 1923, l'ex-roi Constantin Ier de Grèce meurt en exil à la villa Hygeia de Palerme, où il a trouvé refuge avec sa femme, la reine Sophie de Prusse, et plusieurs de leurs enfants après son abdication en septembre 1922,. 
Devenue veuve et toujours interdite de séjour en Grèce, la reine Sophie quitte l’Italie du Sud avec ses filles Irène et Catherine. Elle s’installe alors en Toscane, à Fiesole, dans une demeure alors nommée villa Bobolina. Bien que fascinée par la propriété, la souveraine choisit de ne pas l'acheter afin de montrer ostensiblement sa croyance en une prochaine restauration de la monarchie grecque,. 
De 1924 à 1927, Sophie et ses deux filles sont rejointes dans la villa par les princesses Aspasia et Alexandra de Grèce, ce qui réjouit particulièrement l'ancienne souveraine, très attachée à sa petite-fille,. Enfin, en 1930, c'est au tour d'Hélène de Grèce, divorcée du roi Carol II de Roumanie, de venir vivre avec sa mère à la villa. Les vacances d'été sont alors l'occasion pour la reine douairière de retrouver son petit-fils Michel, venu rendre visite à sa mère.

#### La reine Hélène de Roumanie et la villa Sparta

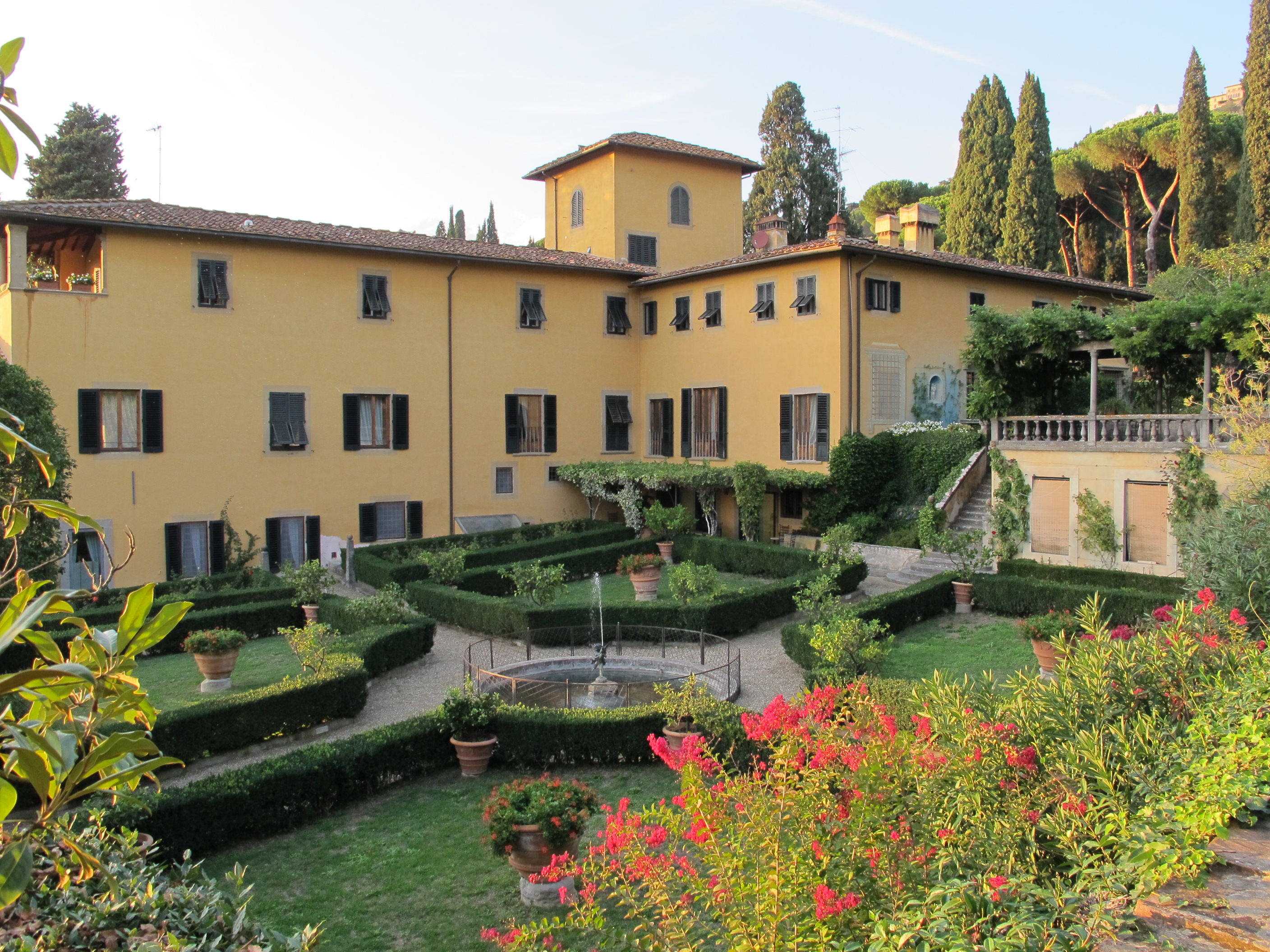
Les jardins de la villa.

En janvier 1932, la reine Sophie trouve la mort en Allemagne,. Sa fille Hélène décide alors de racheter la propriété et de la renommer villa Sparta. Pendant dix ans, elle y réside avec ses deux sœurs, Irène et Catherine, et avec son frère, le futur Paul Ier de Grèce, qui y effectue de longs séjours.
Durant ces années, Hélène de Grèce fait réaliser d'importants travaux dans la villa. Ainsi, en 1934, elle charge le paysagiste Cecil Pinset de redessiner les jardins entourant la villa dans le style plus traditionnel des jardins à l'italienne.
En 1936, la monarchie est restaurée en Grèce et la plupart des membres de la famille royale retournent vivre à Athènes,. Seule Hélène choisit de rester en Toscane, même si elle effectue aussi de nombreux voyages à l'étranger. En 1940, cependant, Hélène quitte la villa Sparta après que son fils est redevenu roi de Roumanie sous le nom de Michel Ier et que le gouvernement de Ion Antonescu lui demande de rentrer à Bucarest.

#### Après la Seconde Guerre mondiale
En 1947, la Roumanie, occupée par les troupes soviétiques, abolit la monarchie et la famille royale est contrainte à l'exil. Hélène retourne alors à la villa Sparta en compagnie de son fils, l'ex-roi Michel Ier. En 1948, Michel épouse la princesse Anne de Bourbon-Parme et le couple s'installe à la villa. 
L'ex-famille royale quitte cependant Fiesole l'année suivante afin d'établir sa résidence principale à Lausanne, en Suisse.